# 1668 w literaturze
Wydarzenia literackie w 1668 roku.

## Nowe książki
- polskie

## Zmarli
- William Davenant, poeta angielski